# Pic-Nic (serie de televisión)
Píc-Nic es una serie de televisión chilena de género comedia romántica escrita por Daniel Castro. Se estrenó por Vía X el 16 de enero de 2012. La serie narra la historia sobre una novia que tras un rechazo se ve enfrentada al mundo de la soltería.

## Argumento
Amanda Ericsson (Valentina Pollarolo) es una santiaguina de treinta años, que es plantada en el altar por su eterno novio. Despechada decide irse a Viña del Mar en busca del amor pero para salir de ese despecho encontrará nuevas experiencias y nuevos amores que la harán ir dejando las penas de lado y experimentar divertidas situaciones. Sus amigas serán sus mejores aliadas.

## Reparto
- Valentina Pollarolo como Amanda Ericsson.[4][5]
- Sebastián Arrigorriaga como Fernando Martínez, el atractivo vecino de Amanda, quien despierta su interés.
- Camila Ureta como Carola Fuentes, mejor amiga de Amanda.
- Antonella Orsini como Paula Bustamante, liberal amiga de Amanda.
- Rodrigo Pardow como Mauro González, mejor amigo de Amanda.
- Sofia Oportot como Romina Salas, chef el nuevo interés amoroso de Amanda.
- Rodrigo Otero como Francisco Tapia, novio de Carola.

### Recurrentes
- Santiago Meneghello como Pedro Rodríguez, exnovio de Amanda; que es descubierto por Amanda besando a un hombre.
- Bárbara Mundt como Alicia Ericsson, madre de Amanda.
- Andrés Reyes como Vicente
- Natalie Dujovne como Luisa
- Koke Santa Ana